# Happi

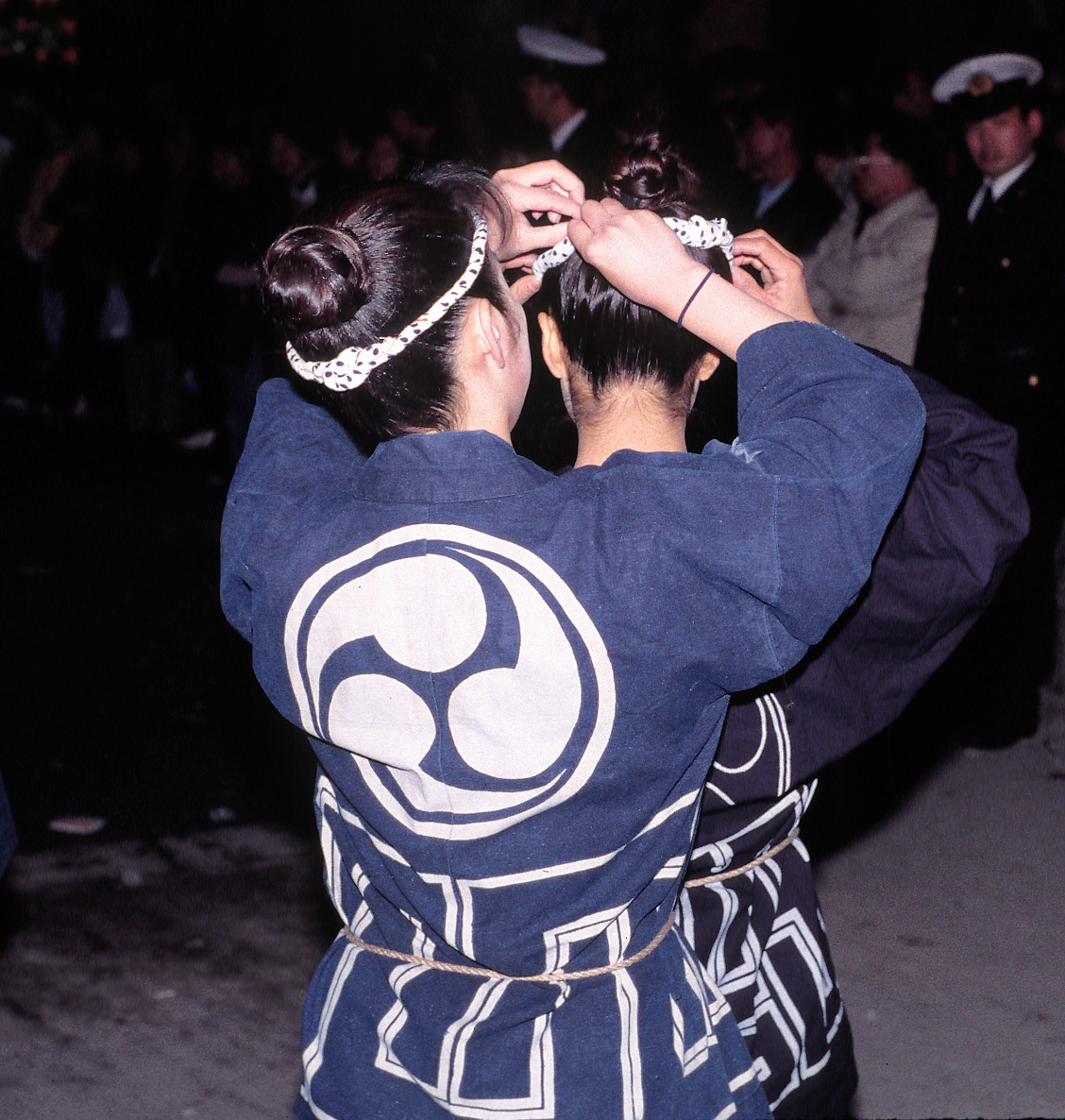
Frauen im Happi auf einem Matsuri

Ein Happi (jap. 法被 oder 半被) ist eine traditionelle japanische Jacke, die üblicherweise aus indigoblauer oder brauner Baumwolle besteht, und traditionell mit einem Mon bedruckt ist. Diese Tradition rührt davon, dass Happi früher von Kammerdienern getragen wurden. Heute ist es auch üblich, die Abzeichen von Geschäften und Organisationen auf einem Happi abzubilden. Happi gibt es mittlerweile auch in den unterschiedlichsten Farben und Mustern.
Eine Variation des Happi ist der Hanten (半天). Der Hanten ist wattiert und wurde im Winter in den Häusern getragen, da diese nur schlecht isoliert waren, bzw. von Feuerwehrleuten der Edo-Zeit, da dieser mit Wasser getränkt Schutz vor Flammen bot.